# Aleksander Hall
Aleksander Jan Hall, né le 20 mai 1953 à Gdańsk, est un homme politique et historien polonais. Militant de l'opposition anticommuniste polonaise, cofondateur du Mouvement de la jeune Pologne, ministre du gouvernement de Tadeusz Mazowiecki, député à la diète de Pologne à deux reprises. 

## Biographie

### Formation et activités professionnelles
Aleksander Jan Hall effectue sa scolarité au lycée Nicolas-Copernic de Gdańsk (pl). Il achève en 1977 ses études à la faculté des sciences humaines de l'université de Gdańsk.
À partir de 1996, il enseigne l’histoire au lycée autonome de Gdańsk (pl) et occupe à partir de 2002 un poste d'enseignant-chercheur à l'université des technologies de l'information et de gestion de Rzeszów (pl).
En 2004, il soutient sa thèse de doctorat à l'Institut d'histoire (pl) de l'Académie polonaise des sciences, sur la vie et la pensée de Charles de Gaulle.
En 2010, il obtient son habilitation en soutenant une thèse sur L'Histoire de la droite française (1981-2007) à l'Institut d'études politiques (pl) de l'Académie polonaise des sciences.

### Activité politique
À partir de 1977, il participe au Mouvement pour la défense des droits de l'homme et du citoyen (pl) (ROPCiO) et soutient au sein de cette organisation Leszek Moczulski (pl). II fonde le Mouvement de la jeune Pologne (pl), et dirige le mensuel Bratniak.
En août 1980, il participe à la grève des Chantiers navals de Gdańsk. En 1981, il est un des conseillers de Lech Wałęsa. Pendant la loi martiale, il se cache jusqu’en 1984, et siège dans les instances clandestines de Solidarność et est impliqué jusqu'en 1989 dans les publications échappant à la censure. Il collabore également avec l'hebdomadaire Tygodnik Powszechny. 
En 1989, il participe aux séances plénières de la table ronde (pl). Dans le gouvernement de Tadeusz Mazowiecki, il est ministre chargé de la coopération avec les organisations et associations politiques. Il s'engage successivement dans différents partis comme le Forum de la droite démocratique (pl) (1990-1991), puis l'Union démocratique dont il est vice-président (1991-1992), ou le Parti conservateur (1992-1997) qu'il préside avant de l'intégrer dans le Parti populaire conservateur dont il est cofondateur.
Il siège comme député à la diète à deux reprises de 1991 à 1993 (dans les rangs de l'Union démocratique) et de 1997 à 2001 (sur la liste de l'AWS). Après sa défaite aux élections législatives de 2001 il quitte la Plate-forme civique (PO) et renonce à la vie politique active. Il renonce en 2004 au mandat au parlement européen qui lui échoit. Il est membre des comités de soutien des candidats aux postes de maire de Gdańsk (Paweł Adamowicz) et de président de la République (Bronisław Komorowski) en 2010 et en 2015. 
En 2011, il est nommé membre du conseil de l'Ordre de l'Aigle blanc. En novembre 2015, en signe de protestation contre la décision du président de la République de Pologne, Andrzej Duda, concernant la grâce accordée à Mariusz Kamiński, il donne sa démission de son mandat. 

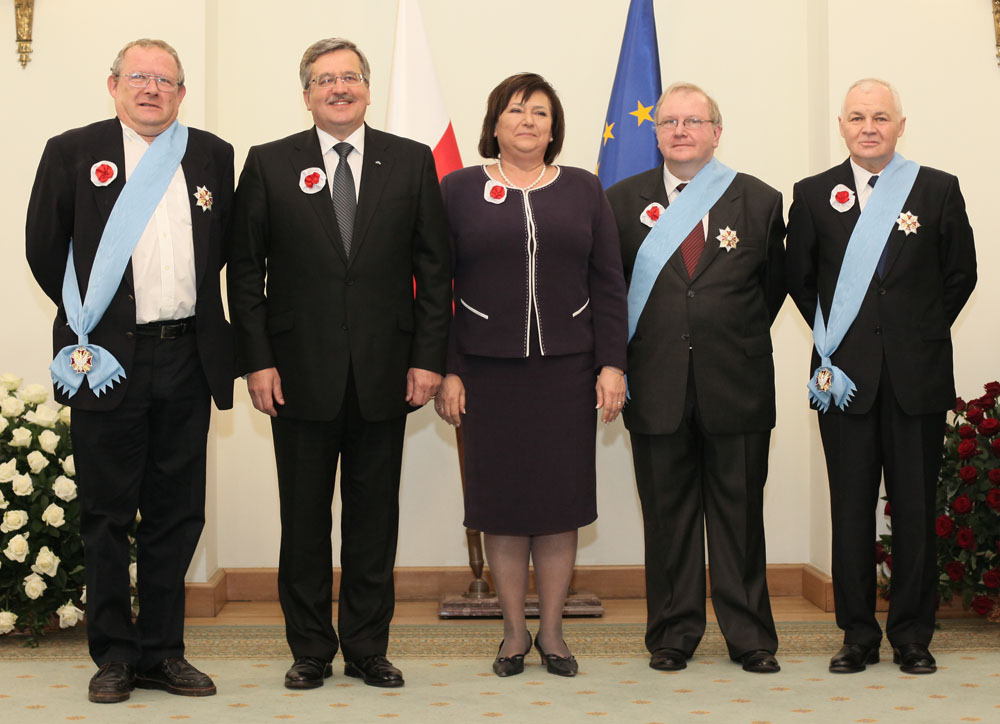
Adam Michnik, Bronisław Komorowski, Anna Komorowska, Aleksander Hall et Jan Krzysztof Bielecki - 10 novembre 2010

## Décorations et distinctions
- Ordre de l'Aigle blanc (2010)
- Commandeur de l'Ordre Polonia Restituta (2006)
- Croix de la liberté et de la solidarité (2015)
- Officier de la Légion d'honneur (France, 2015)
- Médaille d'honneur des collectivités territoriales (Odznaka Honorowa za Zasługi dla Samorządu Terytorialnego) (2015)

## Publications
- Wobec Rosji - Envers la Russie (1981)
- Dziedzictwo narodowej demokracji - L'héritage de la démocratie nationale (1984)
- Polemiki i refleksje: wybór publicystyki politycznej z lat 1978–1986 - Polémiques et réflexions: choix de chroniques de 1978 à 1986 (1989)
- Spór o Polskę - Différend sur la Pologne (1993)
- Wokół konstytucji: z perspektywy konserwatywnej - Autour de la constitution: d'un point de vue conservateur (1994)
- Wizja parlamentu w nowej konstytucji Rzeczypospolitej Polskiej - Quel parlement dans la nouvelle constitution de la République de Pologne (1994)
- Polskie patriotyzmy - Le Patriotisme polonais (1997)
- Pierwsza taka dekada - La première décennie de ce genre (2000)
- Widziane z prawej strony - Vu de droite (2000)
- Charles de Gaulle (2002)
- Jaka Polska? - Quelle Pologne ? (2004)
- Naród i państwo w myśli politycznej Charles’a de Gaulle’a - La Nation et l'État dans la pensée politique de Charles de Gaulle (2005)
- Francja i wielcy Francuzi - La France et les grands Français (2007)
- Zapis sposobu myślenia. Wybór publicystyki z lat 2002–2007 - Un mode de pensée. Sélection de chroniques de 2002 à 2007 (2008)
- Historia francuskiej prawicy 1981–2007 - Histoire de la droite française 1981-2007 (2009)
- W przededniu wielkiej zmiany. Okrągły Stół - À la veille d'un grand changement : La Table ronde (2010)
- Osobista historia III Rzeczypospolitej - Histoire personnelle de la troisième République polonaise (2011)

## Vie privée
Fils de Jan et Janina Hall. En 1996, il épouse Katarzyna Knoch-Tryba, ministre de l'Éducation nationale de 2007 à 2011.